# Dominique Villars

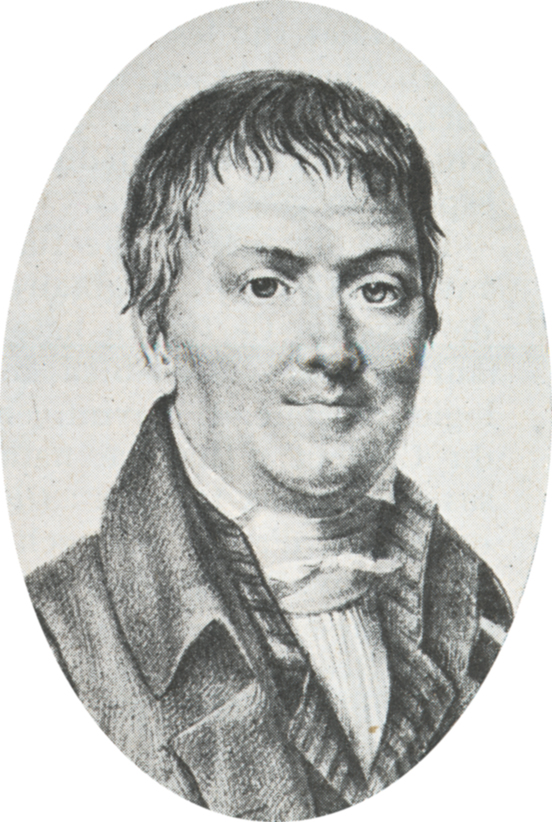
Dominique Villars

Dominique Villars, bis 1785 Villar (* 14. November 1745 in Villar, Dauphiné; † 26. Juni 1814 in Straßburg) war ein französischer Arzt und Botaniker. Sein offizielles botanisches Autorenkürzel lautet „Vill.“

## Leben und Wirken
Villars’ Vater, Schreiber bei einem Adligen, brachte ihm Lesen und Schreiben bei. Beim Hüten des Viehs, das die Familie besaß, interessierte er sich zum ersten Mal für die Botanik.
Sein Vater starb, und seine Mutter schickte ihn ins etwa 15 Kilometer südlich gelegene Gap, wo er eine Ausbildung bei der Staatsanwaltschaft machen sollte. Dort hatte er Zugang zu verschiedenen medizinischen Lehrbüchern, etwa von Pietro Andrea Mattioli (1501–1577) oder Loys Guyons († 1630) Miroir de la beauté et de la santé corporelle („Spiegel der körperlichen Schönheit und Gesundheit“).
Als er 16 Jahre alt war, arrangierte seine Mutter die Hochzeit mit einem reichen, verwaisten Mädchen aus dem Nachbardorf. Aus der Ehe gingen fünf Kinder hervor.
1766 traf er den Abt Dominique Chaix (1730–1799), der ihn nochmals für die Botanik begeisterte und ihm das Werk Carl von Linnés nahebrachte. Ende der 60er Jahre entschied Villars sich zu einem Medizin-Studium in Grenoble. Dort beeindruckte er einen leitenden Beamten der Provinz, Pajot de Marcheval, der dem Studenten ein Stipendium gewährte.
Neben seinem Studium sammelte er Pflanzen und legte ein Herbarium an. In den Jahren 1775 und 1776 war er jeweils Teilnehmer einer geologischen Forschungsreise durch die Dauphiné, die von Étienne Guettard (1715–1786) geleitet wurde; neben anderen nahm auch Barthélemy Faujas de Saint-Fond (1741–1819) teil. Guettard war es auch, der es Villard 1777 ermöglichte nach Paris zu gehen, wo er die Möglichkeit hatte, berühmte Wissenschaftler dieser Zeit oder ihre Schriften kennenzulernen, etwa die Botaniker Bernard de Jussieu (1699–1777), Antoine-Laurent de Jussieu (1748–1836), Edmé-Louis Daubenton (1732–1786), Joseph Pitton de Tournefort (1656–1708), Sébastien Vaillant (1669–1722) und André Thouin (1746–1824), aber auch Mediziner wie Antoine Portal (1742–1832) oder Félix Vicq d’Azyr (1748–1794).
Seinen Doktortitel erhielt er 1778 in Valence. Pajot de Marcheval bot ihm eine Stelle als Direktor des botanischen Gartens in Grenoble sowie einen Lehrauftrag am örtlichen Krankenhaus an, womit Villars finanziell abgesichert war.
Seine Zeit teilte Villars zwischen seinen beiden Interessengebieten auf: Er sammelte und untersuchte Pflanzen aus der Umgebung, war aber auch als Arzt tätig. So behandelte er etwa Jean-Baptiste Jules Bernadotte, den späteren König von Schweden und Norwegen – dieser versuchte vergeblich, Villars als seinen Leibarzt zu beschäftigen.
Sein Hauptwerk, die Histoire des plantes du Dauphiné, erschien von 1786 bis 1789. Darin sind über 2700 Beschreibungen von Pflanzenarten enthalten, die meisten basieren auf mehr als zwanzig Exkursionen.
Durch die Französische Revolution verlor er alle Ämter in Grenoble. Er wollte nach Gap ziehen, erhielt aber vorher ein Angebot der medizinischen Fakultät der Universität Straßburg, dort einen Lehrstuhl für Botanik zu übernehmen. 1796 wurde er Mitglied der Académie des sciences. Ab 1805 lehrte er in Straßburg, wo er auch Dekan der Universität wurde.
Sein Herbarium und seine botanischen Aufzeichnungen werden im Museum von Grenoble aufbewahrt. Villars verdanken wir zahlreiche Beschreibungen von in den Alpen heimischen Pflanzen.

## Taxonomische Ehrung
Ihm zu Ehren wurde die Gattung Villarsia Vent. aus der Pflanzenfamilie der Fieberkleegewächse (Menyanthaceae) benannt.

## Schriften (Auswahl)
- Histoire des plantes du Dauphiné. 1786–1789.
- Prospectus de l’histoire des plantes de Dauphiné. 1779.
- Catalogue méthodique des plantes du jardin de Strasbourg. 1807[3]